# فهرست جنگ‌های محمد

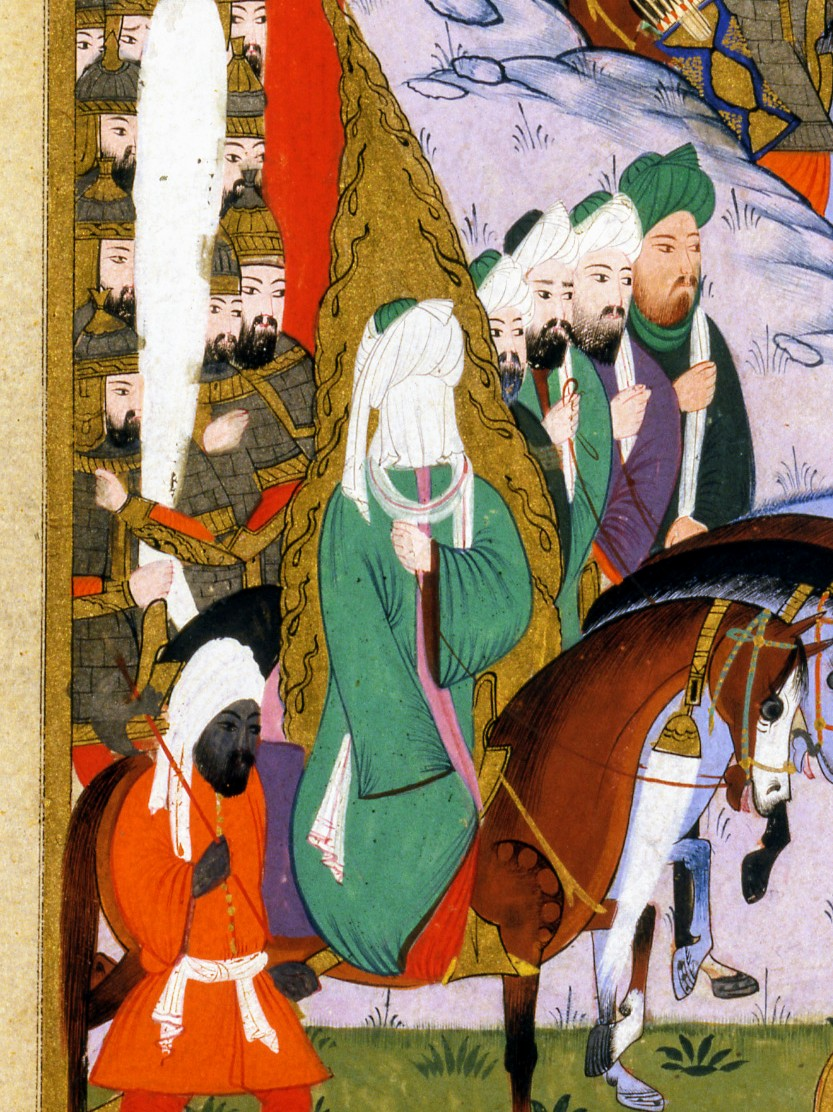
نگاره‌ای از حضور محمد بن عبدالله بن عبدالمطلب در نبرد احد

فهرست جنگ‌های پیامر اسلام محمد مصطفی (به عربی: غزوات الرسول محمد) اشاره به فتوحات و لشکرکشی‌های اسلامی در زمان حیات محمد بن عبدالله بن عبدالمطلب، پیامبر اسلام دارد. در ادبیات اسلامی به نبردهایی که محمد بن عبدالله بن عبدالمطلب شخصاً در آن‌ها حضور پیدا کرد «غزوه» و به نبردهایی که به دستور وی انجام شد اما خود او در آن‌ها حاضر نشد، «سریه» می‌گویند. محمد بن عبدالله بن عبدالمطلب در ۲۸ غزوه شرکت کرد و ۷۳ سریه به دستور او انجام گرفت.

## فهرست نبردها
جنگ‌های محمد که او شخصاً در آن‌ها حضور داشت (۲۸)       جنگ‌های محمد که او شخصاً در آن‌ها حضور نداشت (۷۳)
| شماره   | نام                                       | تاریخ میلادی          | تاریخ هجری |
| ------- | ----------------------------------------- | --------------------- | ---------- |
| ۱       | سریه حمزه بن عبدالمطلب                    | مارس ۶۲۳              | ۱          |
| ۲       | سریه عبیدة بن حارث                        | آوریل ۶۲۳             | ۱          |
| ۳       | سریه سعد بن ابی‌وقاص در خرّار               | مه ۶۲۳                | ۱          |
| ۴ (۱)   | غزوه الابوا                               | اوت ۶۲۳               | ۱          |
| ۵ (۲)   | غزوه بواط                                 | سپتامبر ۶۲۳           | ۲          |
| ۶ (۳)   | غزوه سفوان                                | سپتامبر ۶۲۳           | ۲          |
| ۷ (۴)   | غزوه عشیره                                | دسامبر ۶۲۳            | ۲          |
| ۸       | سریه نخله                                 | ژانویه ۶۲۴            | ۲          |
| ۹ (۵)   | غزوه بدر                                  | ۱۵ مارس ۶۲۴           | ۲          |
| ۱۰      | سریه قتل عصما بنت مروان                   | مارس ۶۲۴              | ۲          |
| ۱۱      | سریه قتل ابوعفک یهودی                     | مارس ۶۲۴              | ۲          |
| ۱۲ (۶)  | غزوه بنی‌قینقاع                            | آوریل ۶۲۴             | ۲          |
| ۱۳ (۷)  | غزوه سویق                                 | مه/ژوئن ۶۲۴           | ۲          |
| ۱۴ (۸)  | غزوه قَرْقَرَةُ الْکُدْر                          | مه ۶۲۴                | ۳          |
| ۱۵      | سریه قتل کعب بن اشرف                      | اوت/سپتامبر ۶۲۴       | ۳          |
| ۱۶ (۹)  | غزوه ذی‌امر‎                                | سپتامبر ۶۲۴           | ۳          |
| ۱۷ (۱۰) | غزوه بحران                                | اکتبر/نوامبر ۶۲۴      | ۳          |
| ۱۸      | سریه نجد                                  | نوامبر ۶۲۴            | ۳          |
| ۱۹ (۱۱) | غزوه احد                                  | ۲۳ مارس ۶۲۵           | ۳          |
| ۲۰ (۱۲) | غزوه حمراء الاسد                          | مارس ۶۲۵              | ۳          |
| ۲۱      | سریه ابی‌سلمه بن عبدالاسد المخزومی         | ژوئن ۶۲۵              | ۴          |
| ۲۲      | سریه عبدالله بن انیس                      | ژوئن ۶۲۵              | ۴          |
| ۲۳      | سریه مرثد بن ابی‌مرثد                      | ژوئیه ۶۲۵             | ۴          |
| ۲۴      | سریه بئر مَعُونه                            | ژوئیه ۶۲۵             | ۴          |
| ۲۵ (۱۳) | غزوه بنی‌نضیر                              | اوت ۶۲۵               | ۴          |
| ۲۶ (۱۴) | غزوه بدرالاخره                            | آوریل ۶۲۶             | ۴          |
| ۲۷ (۱۵) | غزوه ذات‌الرقاع                            | ژوئن ۶۲۶              | ۵          |
| ۲۸ (۱۶) | غزوه دومةالجندل                           | اوت/سپتامبر ۶۲۶       | ۵          |
| ۲۹      | غزوه بنی‌المصطلق                           | ژانویه ۶۲۷            | ۵          |
| ۳۰ (۱۷) | غزوه خندق                                 | آوریل ۶۲۷             | ۵          |
| ۳۱ (۱۸) | غزوه بنی‌قریظه                             | مه ۶۲۷                | ۵          |
| ۳۲      | سریه محمد بن مسلمه به قرطاء               | ژوئن ۶۲۷              | ۶          |
| ۳۳ (۱۹) | غزوه بنی‌لحیان                             | ژوئیه ۶۲۷             | ۶          |
| ۳۴      | غزوه ذی‌قرد                                | اوت ۶۲۷               | ۶          |
| ۳۵      | سریه عکاشه بن محصن                        | اوت/سپتامبر ۶۲۷       | ۶          |
| ۳۶      | سریه محمد بن مسلمه (ذی القصه)             | اوت/سپتامبر ۶۲۷       | ۶          |
| ۳۷      | سریه ابی عبیده بن الجراح                  | اوت/سپتامبر ۶۲۷       | ۶          |
| ۳۸      | سریه زید بن حارثه (بنی سلیم)              | سپتامبر ۶۲۷           | ۶          |
| ۳۹      | سریه زید بن حارثه (العیص)                 | سپتامبر/اکتبر ۶۲۷     | ۶          |
| ۴۰      | سریه زید بن حارثه (الطرف)                 | اکتبر/نوامبر ۶۲۷      | ۶          |
| ۴۱      | سریه زید بن حارثه (حسمی)                  | اکتبر/نوامبر ۶۲۷      | ۶          |
| ۴۲      | سریه زید بن حارثه (وادی القری)            | نوامبر/دسامبر ۶۲۷     | ۶          |
| ۴۳      | سریه عبد الرحمن بن عوف                    | دسامبر ۶۲۷/ژانویه ۶۲۸ | ۶          |
| ۴۴      | سریه علی بن ابی‌طالب (فدک)                 | دسامبر ۶۲۷/ژانویه ۶۲۸ | ۶          |
| ۴۵      | سریه زید بن حارثه (مدین)                  | ۶۲۸                   | ۶          |
| ۴۶      | سریه کرز بن جابر الفهری                   | ژانویه/فوریه ۶۲۸      | ۶          |
| ۴۷      | سریه عبدالله بن رواحه                     | فوریه/مارس ۶۲۸        | ۶          |
| ۴۸ (۲۰) | صلح حدیبیه                                | مارس ۶۲۸              | ۶          |
| ۴۹ (۲۱) | فتح فدک                                   | مه ۶۲۸                | ۷          |
| ۵۰ (۲۲) | نبرد خیبر                                 | مه/ژوئن ۶۲۸           | ۷          |
| ۵۱ (۲۳) | غزوه وادی القری                           | مه ۶۲۸                | ۷          |
| ۵۲      | سریه عمر بن خطاب                          | دسامبر ۶۲۸            | ۷          |
| ۵۳      | سریه ابوبکر صدیق                          | دسامبر ۶۲۸            | ۷          |
| ۵۴      | سریه بشیر بن سعد الانصاری (فدک)           | دسامبر ۶۲۸            | ۷          |
| ۵۵      | سریه غالب بن عبدالله اللیثی               | ژانویه ۶۲۹            | ۷          |
| ۵۶      | سریه بشیر بن سعد انصاری                   | فوریه ۶۲۹             | ۷          |
| ۵۷      | سریه بن ابی‌العوجاء السلمی                 | آوریل ۶۲۹             | ۷          |
| ۵۸      | سریه غالب بن عبدالله اللیثی (فدک)         | مه ۶۲۹                | ۷          |
| ۵۹      | سریه غالب بن عبدالله اللیثی (کدید)        | ژوئن ۶۲۹              | ۸          |
| ۶۰      | سریه شجاع بن وهب الاسدی                   | ژوئن ۶۲۹              | ۸          |
| ۶۱      | سریه کعب بن عمیر الغفاری                  | ژوئیه ۶۲۹             | ۸          |
| ۶۲      | سریه مؤته                                 | سپتامبر ۶۲۹           | ۸          |
| ۶۳      | سریه ذات السلاسل                          | اکتبر ۶۲۹             | ۸          |
| ۶۴      | سریه الخبط                                | اکتبر ۶۲۹             | ۸          |
| ۶۵      | سریه ابی هرداد السلمی                     | ۶۲۹                   | ۸          |
| ۶۶      | سریه ابی قتاده بن ربعی الانصاری (خضره)    | دسامبر ۶۲۹            | ۸          |
| ۶۷      | سریه ابی قتاده بن ربعی الانصاری (بطن اضم) | دسامبر ۶۲۹            | ۸          |
| ۶۸ (۲۴) | فتح مکه                                   | ژانویه ۶۳۰            | ۸          |
| ۶۹      | سریه خالد بن الولید (نخله)                | ژانویه ۶۳۰            | ۸          |
| ۷۰      | سریه عمرو بن العاص (سواع)                 | ژانویه ۶۳۰            | ۸          |
| ۷۱      | سریه سعد بن زید الاشهلی                   | ژانویه ۶۳۰            | ۸          |
| ۷۲      | سریه خالد بن الولید (بنی جذیمه)           | ژانویه ۶۳۰            | ۸          |
| ۷۳ (۲۵) | غزوه حنین                                 | ژانویه ۶۳۰            | ۸          |
| ۷۴      | سریه الطفیل بن عمرو الدوسی                | ژانویه ۶۳۰            | ۸          |
| ۷۵ (۲۶) | سریه اوطاس                                | ۶۳۰                   | ۸          |
| ۷۶      | سریه ابوامیر الاشعری                      | ژانویه ۶۳۰            | ۸          |
| ۷۷      | سریه ابوموسی الاشعری                      | ژانویه ۶۳۰            | ۸          |
| ۷۸ (۲۷) | غزوه طائف                                 | فوریه ۶۳۰             | ۸          |
| ۷۹      | سریه عیینه بن حصن الفزاری                 | آوریل/مه ۶۳۰          | ۹          |
| ۸۰      | سریه قطبه بن عامر                         | مه/ژوئن ۶۳۰           | ۹          |
| ۸۱      | سریه الضحاک بن سفیان الکلابی              | ژوئن/ژوئیه ۶۳۰        | ۹          |
| ۸۲      | سریه علقمه بن مجزز المدلجی                | ژوئیه/اوت ۶۳۰         | ۹          |
| ۸۳      | سریه علی بن ابی‌طالب (الفس)                | ژوئیه/اوت ۶۳۰         | ۹          |
| ۸۴      | سریه عکاشه بن محصن الاسدی (الجناب)        | ۶۳۰                   | ۹          |
| ۸۵ (۲۸) | غزوه تبوک                                 | اکتبر/دسامبر ۶۳۰      | ۹          |
| ۸۶      | سریه خالد بن ولید (اولین سریه دومه جندل)  | اکتبر ۶۳۰             | ۹          |
| ۸۷      | سریه ابوسفیان بن حرب                      | ۶۳۰                   | ۹          |
| ۸۸      | تخریب مسجد الضرار                         | ۶۳۰                   | ۹          |
| ۸۹      | سریه خالد بن ولید (دومین سریه دومه جندل)  | آوریل ۶۳۱             | ۹          |
| ۹۰      | سریه سوراد بن عبدالله                     | آوریل ۶۳۱             | ۹          |
| ۹۱      | سریه خالد بن الولید (نجران)               | ژوئن/ژوئیه ۶۳۱        | ۱۰         |
| ۹۲      | سریه علی بن ابی‌طالب (مهذیج)               | دسامبر ۶۳۱            | ۱۰         |
| ۹۳      | سریه علی بن ابی‌طالب (همدن)                | ۶۳۲                   | ۱۰         |
| ۹۴      | نابودی ذوالخلصه                           | آوریل ۶۳۲             | ۱۰         |
| ۹۵      | سریه اسامه بن زید                         | مه ۶۳۲                | ۱۰         |